# 戀嵐Spirichu
《戀嵐Spirichu》是Parasol在2019年5月31日發售的戀愛冒險類型成人遊戲。

## 故事簡介
九鬼宗義就讀的人倫學園發生了多起靈異事件，在進入初夏的時候，更發生了一件有損教師威嚴的事情，因此讓校方決定請驅魔師來除靈。身為學生會長的宗義，找到了櫻守糸世與牡丹兩位驅魔師前來相助，但兩人仍舊不敵有著強大魔力的惡靈愛麗絲，甚至被奪走了魔力。

## 登場角色

### 主要角色
九鬼宗義
作品男主角，人倫學園二年級生，學生會長。擁有鬼的血統，但本身靈力並不夠強。
櫻守糸世（聲：小波すず）
在驅魔師家庭長大的少女，從小在山上修行，因而缺乏常識。
牡丹
被封印了七百年的貓神，後來封印由糸世解開，從此和糸世一起生活。
辻郷翼（聲：小鳥居夕花）
金髮少女，個性好勝不服輸，為了擊敗人倫學園的惡靈轉進宗義的班上。
九鬼瑞穗
宗義的妹妹，和宗義感情很好，在家裡負責打掃和洗衣服。被周遭的人認定是兄控，但本人並無自覺。
愛麗絲（聲：杏子御津）
人倫學園幽靈事件的元凶，已死去兩百年以上的幽靈。魔力強大，多數的驅魔師都不是對手。
兩百年間一直受到惡靈「給愛麗絲」的侵擾，為了讓宗義與驅魔師的力量提升以擊敗惡靈，刻意與宗義等人為敵。

## 主題曲
片頭曲
作詞：天咲麗，作曲、編曲：iyuna，主唱：solfa feat.茶太
櫻守糸世片尾曲「All need is…」
作詞：天咲麗，作曲：iyuna，編曲：橋咲透，主唱：solfa feat.茶太
牡丹片尾曲
作詞：天咲麗，作曲、編曲：橋咲透，主唱：solfa feat.
辻郷翼片尾曲「Burning Sun」
作詞：天咲麗，作曲、編曲：，主唱：solfa feat.nao
九鬼瑞穗片尾曲「promise」
作詞：天咲麗，作曲、編曲：橋咲透，主唱：solfa feat.霜月遙
愛麗絲片尾曲
作詞：Rin，作曲、編曲：，主唱：solfa feat.Rin

## 評價
《戀嵐Spirichu》在日本美少女游戏与动画相关商品销售网站Getchu.com的2019年5月销量榜上排名第6名。

## 外部連結
- 戀嵐Spirichu遊戲官網 （页面存档备份，存于）（日語）